# Височин Вадим Едуардович
Вади́м Едуа́рдович Висо́чин (1992—2015) — солдат Збройних сил України, учасник російсько-української війни.

## Короткий життєпис
Закінчив школу, працював на приватному підприємстві. В армії не служив, але 2011 року пройшов медогляд і був зарахований у запас у званні солдата. 14 лютого 2015 року Вадима призвали на військову службу.
Старший стрілець, 20-й окремий мотопіхотний батальйон — 93-тя механізована бригада.
20 травня 2015-го загинув під час обстрілу із САУ, вчиненого російськими збройними формуваннями поблизу села Кам'янка у Волноваському районі. Снаряд влучив у бліндаж, двох вояків викинуло з укриття вибуховою хвилею, Вадим загинув.
Похований 23 травня 2015-го в місті Кропивницький, Лелеківське кладовище. Без Вадима лишилася мама.

### Нагороди та вшанування
За особисту мужність і героїзм, виявлені у захисті державного суверенітету та територіальної цілісності України, вірність військовій присязі під час російсько-української війни, відзначений — нагороджений
- 13 серпня 2015 року — орденом «За мужність» III ступеня.
- На честь Вадима Височина названо вулицю в місті Кропивницькому (колишня назва — вулиця Індустріальна).